# بارتلوميج جرزيلاك
بارتلوميج جرزيلاك (بالبولندية: Bartłomiej Grzelak)‏ هو لاعب كرة قدم بولندي في مركز الهجوم، ولد في 9 أغسطس 1981 في بوتسك في بولندا. شارك مع منتخب بولندا لكرة القدم. أما مع النوادي، فقد لعب مع سيبير نوفوسيبيريسك وغورنيك زابجه وليغيا وارسو ونادي ال كي اس ودز ونادي كراكوفيا الرياضي وويدزي لودز وياغيلونيا بياويستوك.

## وصلات خارجية
- بارتلوميج جرزيلاك على موقع قاعدة بيانات كرة القدم.إي يو (الإنجليزية)
- بارتلوميج جرزيلاك على موقع ناشيونال فوتبول تيمز (الإنجليزية)
- بارتلوميج جرزيلاك على موقع Soccerway.com (الإنجليزية)